# Trinidad Silva
Trinidad Silva, Jr. (Mission, 30 de janeiro de 1950 - Whittier, 31 de julho de 1988), conhecido apenas como Trinidad Silva, foi um ator e comediante dos Estados Unidos.
Em sua carreira artística, atuou em 11 filmes, porém é mais lembrado por suas atuações na série Hill Street Blues e nos filmes "As Cores da Violência" e "UHF", interpretando Jesús Martínez (líder de uma gangue), Frog e Raul, respectivamente.
Durante as gravações de "UHF", em 31 de julho de 1988, Trinidad Silva falece aos 38 anos de idade, num acidente automobilístico na cidade de Whittier, na Califórnia, enquanto sua esposa e seu filho ficaram feridos. Douglas Owens, o causador do acidente, assumiu a culpa e foi condenado a 10 anos de prisão por dirigir embriagado, homicídio culposo e tentativa de atropelamento.
Partes do filme que tinham a participação dele foram reeditadas, uma vez que o ator não gravou sua participação em UHF, que foi dedicado em sua memória.

## Filmografia
- Alambrista! (1977)
- Walk Proud (1979)
- The Jerk (1979)
- Second Thoughts (1983)
- El Norte (1983)
- Crackers (1984)
- Jocks (1987)
- Colors (1988)
- The Night Before (1988)
- The Milagro Beanfield War (1988)
- UHF (1989)